# Adrianus Boogaerts
Adrianus Boogaerts (Dordrecht, 1925. augusztus 20. – 2010. június 8.) holland nemzetközi labdarúgó-játékvezető.  Becenévvel Adrianus Ad Boogaerts.

## Pályafutása

### Nemzeti játékvezetés
Játékvezetésből Dordrechtben vizsgázott. Vizsgáját követően a Dél-Hollandi Labdarúgó-szövetség által üzemeltetett labdarúgó bajnokságokban kezdte sportszolgálatát. A Holland labdarúgó-szövetség Játékvezető Bizottságának (JB) minősítésével a Eerste Divisie, majd 1960-tól a Eredivisie játékvezetője. Küldési gyakorlat szerint rendszeres partbírói szolgálatot is végzett. A nemzeti játékvezetéstől 1972-ben visszavonult.

### Nemzetközi játékvezetés
A Holland labdarúgó-szövetség JB terjesztette fel nemzetközi játékvezetőnek, a Nemzetközi Labdarúgó-szövetség (FIFA) 1964-től tartotta nyilván bírói keretében. Több nemzetek közötti válogatott, valamint Vásárvárosok kupája, Kupagyőztesek Európa-kupája és UEFA-kupa klubmérkőzést vezetett vagy partbíróként tevékenykedett. A holland nemzetközi játékvezetők rangsorában, a világbajnokság-Európa-bajnokság sorrendjében többedmagával a 24. helyet foglalja el 2 találkozó szolgálatával. A nemzetközi játékvezetéstől 1972-ben búcsúzott. Válogatott mérkőzéseinek száma: 5.

#### Labdarúgó-világbajnokság
Az 1970-es labdarúgó-világbajnokságon a FIFA JB bíróként alkalmazta. Selejtező mérkőzést az UEFA zónában tevékenykedett.
| Időpont           | Helyszín                     | Mérkőzés típusa           | Mérkőzés          | Eredmény | Nézők száma |
| ----------------- | ---------------------------- | ------------------------- | ----------------- | -------- | ----------- |
| 1968. október 12. | St.Jakob Park Stadion, Bázel | előselejtező (1. csoport) | Svájc–Görögország | 1 – 0    | 35 778      |

#### Labdarúgó-Európa-bajnokság
Az 1972-es labdarúgó-Európa-bajnokságon az UEFA JB játékvezetőként foglalkoztatta.
| Időpont          | Helyszín               | Mérkőzés típusa           | Mérkőzés              | Eredmény | Nézők száma |
| ---------------- | ---------------------- | ------------------------- | --------------------- | -------- | ----------- |
| 1970. október 7. | Ullevaal Stadion, Oslo | előselejtező (2. csoport) | Norvégia–Magyarország | 1 – 3    | 16 067      |

## Külső hivatkozások
- Adrianus Boogaerts. World Referee. [2016. március 4-i dátummal az eredetiből archiválva]. (Hozzáférés: 2015. november 8.)
- Adrianus Boogaerts. zerozerofootball.com. (Hozzáférés: 2015. november 8.)
- Adrianus Boogaerts. scoreshelf.com. [2016. március 10-i dátummal az eredetiből archiválva]. (Hozzáférés: 2015. november 8.)
- Adrianus Boogaerts. eu-football.info. (Hozzáférés: 2015. november 8.)
- Adrianus Boogaerts. worldfootball.net. (Hozzáférés: 2015. november 8.)
- Adrianus Boogaerts. shark.cdn.md. [2016. március 4-i dátummal az eredetiből archiválva]. (Hozzáférés: 2015. november 8.)